# 埃及鎮區 (阿肯色州阿什利縣)
埃及鎮區（英語：Egypt Township）是位於美國阿肯色州阿什利縣的一個行政鎮區。

## 地方資料
埃及鎮區的面積為227.34平方千米，當中陸地面積為217.46平方千米，而水域面積為9.88平方千米。根據2010年美國人口普查的數據，當地共有人口10620人，而人口密度為每平方千米46.71人。